# Vioară cu goarnă

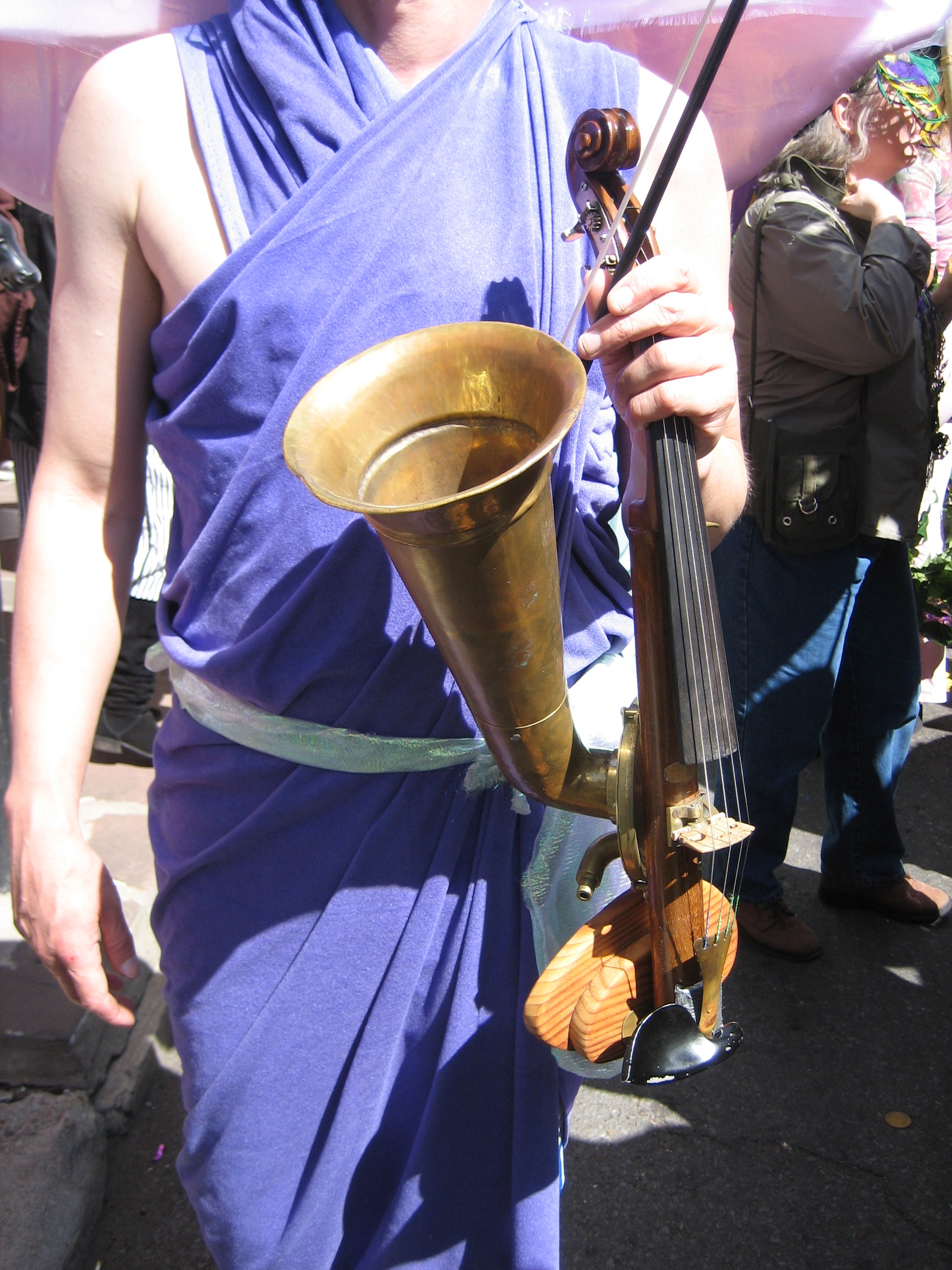
Vioara Stroh

Vioara cu goarnă sau Vioara Stroh este un instrument specific bihorean, deși inventat de englezul Augustus Stroh. 
Se poate spune că vioara cu goarnă reprezintă județul Bihor. Cei mai mari muzicanți de pe valea Crișului Repede sunt lăutarii Căbuță Gheorghe "Stângaciu" și Mitică Negrean, care fac parte din orchestra profesionistă „Crișana”.
Folclorul bihorean este reprezentat, în turneele din străinătate și din țară, de Ansamblul Artistic Profesionist "Crișana" al Filarmonicii de Stat Oradea, care a luat ființă în anul 1998 pe structura Orchestrei Crișana, orchestră profesională cu o tradiție de peste 50 de ani.
Încă de la începuturi, orchestra a avut ca obiectiv prelucrarea cântecului popular. În prezent Ansamblul Profesionist "Crișana" este printre primele ansambluri folclorice din țară.
Soliștii Ansamblului sunt Cornel Borza, Leontin Ciucur, Luminița Tomuță, Viorica Bradea, Cornelia Covaciu, Voichița Mihoc, Felicia Costin și "Floricile Bihorului": Florica Duma, Florica Ungur, Florica Zaha, Florica Bradu, iar instrumentiștii cei mai cunoscuți sunt Gheorghe Rada, Stângaciu, Mitică Negrean, Adi Miclăuș, Liviu Butiu și Petre Frasin.
Vioara cu goarnă
Nu se știe sigur dacă vioara cu goarnă folosită de tarafurile din Bihor este aceeași cu cea creată de John Matthias Augustus Stroh (1899-1949). La o privire mai atentă se observă diferențe importante. Vioara cu goarnă din Bihor e mult mai suplă decât cele create de Stroh. Bineînțeles, e vorba de originale, căci vioara din poza de mai sus e o copie nefinisată. Cei care au avut ocazia să vadă îndeaproape instrumentul bihorean pot să-și dea seama ușor de diferențe. Din păcate nu ne sunt cunoscuți meșteri ai viorii cu goarnă.
Iată două linkuri spre modelele create de Stroh:  Arhivat în 2 iulie 2011, la Wayback Machine.

E probabil ca vioara cu goarnă să fi fost folosită în Transilvania înainte de 1900. După unele relatări, la joc în sat, lăutarii veneau cu "duba, taragoata (taragot și nu clarinet) și vioara cu goarnă (sau cetera cum i se spune în zona Munților Apuseni)". Un alt nume local al instrumentului: „higheghe cu tolcer” (higheghe = vioară, tolcer = pâlnie), care provine din limba maghiara (higheghe=hegedű, tolcer=tölcsér).
În Europa Centrală și de Vest vioara cu goarnă nu a avut succes, pentru că a fost folosită pe partiturile muzicii clasice (Mozart, Bach, Beethoven, Brahms, Haydn etc.), neobservându-se că acest instrument reda tonuri specifice muzicii lăutărești, tonuri care se disting foarte bine în comparație cu vioara consacrată.  E interesant de observat că in Bihor tarafurile cărora le lipsește vioara cu goarnă nu au același succes la ascultători.
Studiile europene privitoare la răspândirea instrumentelor muzicale și tradiția lor notează prezența viorii cu goarnă numai in partea de est a Ungariei, pe mai toată porțiunea graniței cu Romania, și nu în România, de unde de fapt au preluat-o tarafurile țigănești.
Singurul lutier din România care mai confecționează viori cu goarnă este Cornel Salvator Palladi din Beiuș. 

Muzicant ambulant cântând la vioară cu goarnă în fața catedralei din Anvers
Muzicant ambulant cântând la vioară cu goarnă în Anvers
Muzicant ambulant cântând la vioară cu goarnă în Anvers